# Славољуб Поповић
Слабољуб Поповић рођен је у Зајечару у учитељској породици. Био је један од доајена науке управног права у нашој земљи. Професор Поповић никада није био члан ниједне политичке странке. Докторирао је 1953. године са књигом "О управном спору", но већ пре тога био је објавио две књиге из области правне науке. То је значило почетак изузетно плодотворне каријере научнога аутора.

## Почеци
Права је студирао на Правном факултету у Београду од 1931 до 1935. године. Дипломирао је са просечном оценом 9,31. Током студија био је награђен са три светосавска темата. Највећи утисак на њега оставили су професори Милан Бартош и Тома Живановић. Године 1936. био је примљен за приправника у Државни савет Краљевине Југославије, тадашњи врховни управни суд, где је, у ствари, почео да се припрема за каријеру научника и професора из области управе и управног права. Ускоро, почетком 1946. године преузео га је Савезни комитет за законодасвство.

## Академска каријера
На универзитет професор Поповић практично долази 1948. када је ангажован за хонорарног предавача Посебног дела Управног права на Правном факултету Универзитета у Београду. Тамо је остао док тај предмет није био укинут 1953. године. Био је такође ангажован за хонорарног професора на Вишој управној школи у Београду и у том се звању налазио до 1970. године, када је та школа због реорганизације школства била укинута. Од 1960. до 1966. године био је на Правном факултету у Приштини у својству хонорарног професора. Од 1966. до 1973. године био је хонорарни управник Центра за правна истраживања Института друштвених наука у Београду. Од 1974. до 1978.био је хонорарни професор на Факултету политичких наука у Београду – за предмете Управно право и Наука о управи. Но, универзитетску каријеру као основно занимање професор Поповић почеће да гради 1960. године када је изабран за ванредног професора Управног права на Правно-економском, доцније Правном факултету у Нишу, чиме уједно прекида и своју службу у савезној управи. Колики је углед професор Поповић уживао у својој радној средини у Нишу, показују следеће чињенице: године 1964. бива изабран за редовног професора; у укупно четири мандата је декан Факултета; од 1960. до 1980. (када одлази у пензију) врши функцију шефа Катедре за политичке науке.

## Достигнућа
Професор Поповић имао је више студијских боравака у европским земљама и у Сједињеним Америчким Државама. Учествовао је на 116 научних и стручних скупова у земљи, као и на 36 научних скупова у иностранству (било лично, било са посланим рефератом). Носилац је запажених домаћих и страних одликовања, поменимо само француски орден "Palmes Académiques". Надаље, био је оснивач издавачког предзећа Савремена администрација у Београду, 1953. године. Био је члан пет угледних међународних организација које се углавном баве Јавном управом, упоредним законодавством и правом човекове средине. Личност и дело професора Поповића остали су забележени у срцима његових колега, студената и поштовалаца; посебно, његово дело оставило је трајан и светао траг у српској правној науци у раздобљу од краја Другог светског рата до данас. Јер, он никада није подлегао сиренским позивима идеологије, већ је закон тумачио објективно, на начин класичне егзегетске школе. Али можда баш зато његов научни допринос није био довољно позитивно валоризован у једном тоталитарном режиму.

## Научни опус
Научни опус професора Поповића има карактер праве гигантографије. Објавио је преко педесет књига. Поред радова из правничке струке, написао је и један научни роман и занимљиву кратку аутобиографију. Најзначајнији је његов уџбеник "Управно право" - општи део, који је доживео осамнаест издања и био у Совјетском Савезу 1968. године преведен и на руски језик. Научна заоставштина проф. Славољуба Поповића садржи укупно 809 библиографских јединица, од којих се 235 односи на његове књиге уџбенике, студије, монографије, коментаре и сл.) а 574 на правнотеоријску периодику и публицистику (чланке, реферате, приказе и др.)

## Фонд проф. др Славољуб Поповић
Фонд проф. др Славољуб Поповић, основан је 20. априла 2001. године, на иницијативу самог професора Поповића, ради подстицања и развоја науке управног права. Седиште Фонда је при Правном факултету у Нишу.
Основна делатност фонда је новчано награђивање најбољих студентских темата из области управног права и науке о управљању.
Седиште Фонда је при Правном факултету у Нишу.Основна делатност фонда је новчано награђивање најбољих студентских темата из области управног права и науке о управљању.